# God of War
God of War er et tredjepersons action-adventure computerspil udviklet af Santa Monica Studio og udgivet af Sony Computer Entertainment (SCE). Spillet blev udgivet den 22. marts 2005 til PlayStation 2 og er det først spil i serien af samme navn. Spillet foregår i oldtidens Grækenland, er løst baseret på græsk mytologi og har hævn som hovedmotiv. Spilleren kontrollerer karakteren Kratos, en spartansk kriger som tjener de olympiske guder. Gudinden Athene beder Krakos om at dræbe krigsguden Ares, som narrede Kratos til at dræbe sin kone og sit barn. Mens Ares belejrer Athen ud af had for Athene påbegynder Kratos sin søgen efter det ene objekt som kan stoppe guden: Pandoras æske.